# مارك وليامز (لاعب اتحاد الرغبي)
مارك وليامز (بالإنجليزية: Mark Williams)‏ هو لاعب اتحاد الرغبي أمريكي، ولد في 26 يونيو 1961.